# Masianaka
Masianaka is een plaats en commune in het zuiden van Madagaskar, behorend tot het district Vangaindrano, dat gelegen is in de regio Atsimo-Atsinanana. Tijdens een volkstelling in 2001 telde de plaats 17.530 inwoners.
De plaats biedt enkel lager onderwijs aan. 66 % van de bevolking werkt als landbouwer en 33 % verdient zijn brood als visser. De belangrijkste landbouwproducten zijn rijst en kruidnagelen; andere belangrijke producten zijn koffie, maniok, zoete aardappelen en peper. Verder is 1 % actief in de dienstensector.